# Chad VanGaalen
Chad VanGaalen (Calgary, 1977) è un cantante canadese.

## Discografia

### Album
- 2004 - Infiniheart
- 2006 - Skelliconnection
- 2008 - Soft Airplane
- 2011 - Diaper Island
- 2014 - Shrink Dust
- 2017 - Light Information
- 2020 - Lost Harmonies
- 2021 - World's Most Stressed Out Gardener